# Réservoir Choinière
Réservoir Choinière är en sjö i Kanada.   Den ligger i provinsen Québec, i den sydöstra delen av landet, 240 km öster om huvudstaden Ottawa. Réservoir Choinière ligger 138 meter över havet. Arean är 4,2 kvadratkilometer. Den sträcker sig 2,4 kilometer i nord-sydlig riktning, och 4,8 kilometer i öst-västlig riktning.
I omgivningarna runt Réservoir Choinière växer i huvudsak lövfällande lövskog. Runt Réservoir Choinière är det ganska tätbefolkat, med 52 invånare per kvadratkilometer.